# Refugio
La ville de Refugio (en anglais [rəˈfjʊərioʊ], en espagnol [reˈfuhio]) est le siège du comté de Refugio, dans l’État du Texas, aux États-Unis. Sa population s’élevait à 2 890 habitants lors du recensement de 2010, estimée à 2 876 habitants en 2016.

## Personnalités
- Kermit Oliver (1943-), peintre américain, est né à Refugio.
- Joseph L. Galloway (1941-2021), correspondant et un chroniqueur de presse américain.
- Nolan Ryan (1947-), célèbre joueur de base-ball américain, élu au Hall of Fame ("Temple de la Renommée") et membre de "L'Equipe du Siècle".

## Source
- (en) Cet article est partiellement ou en totalité issu de l’article de Wikipédia en anglais intitulé « Refugio, Texas » (voir la liste des auteurs).